# Taʿizz

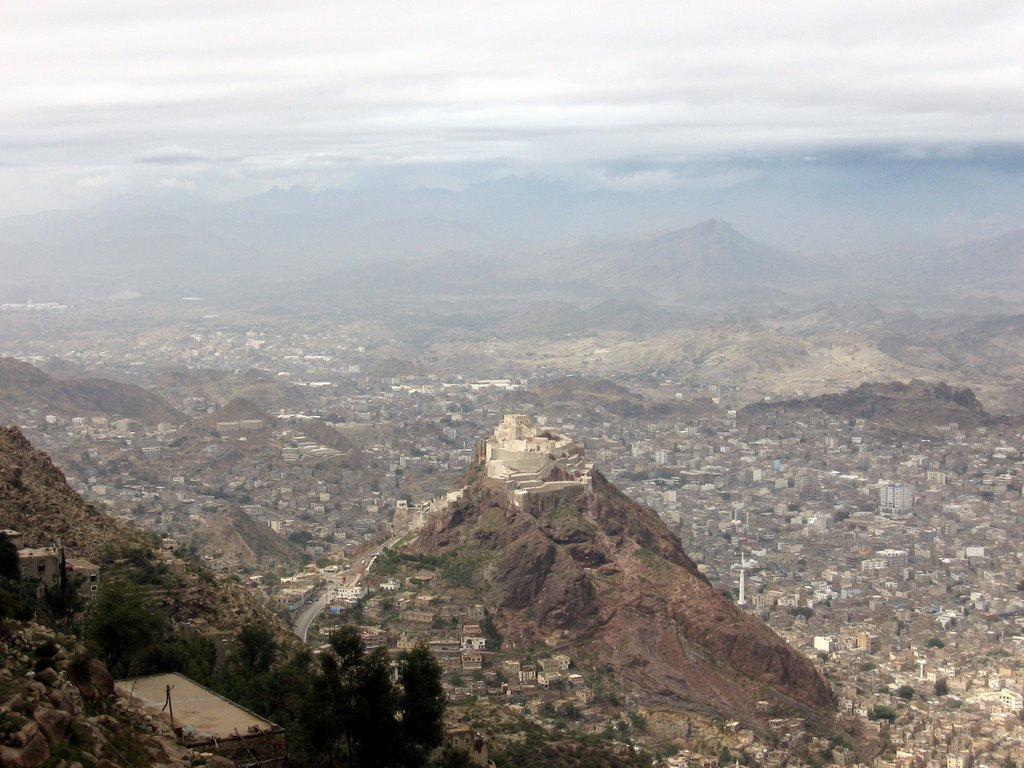
Taizz

Taʿizz, gelegentlich auch Taizz, Taiz oder Tais (arabisch تعزّ) ist eine Stadt im Jemen mit über 450.000 Einwohnern (Berechnungsstand 2003). Taʿizz liegt im gleichnamigen Gouvernement Taʿizz, dessen Hauptstadt sie ist.

## Geografie
Taʿizz liegt im Bergland des Jemen in einer Höhe von 1370 Metern am Jabal Sabir, dessen Gipfel 3006 m misst. Sie liegt zwischen Aden und Sanaa im Süden des Jemen, hat mithin Verbindungen zu den Häfen am Roten Meer, al-Hudaida und Mokka. Das Bergmassiv fängt die von Süden und Westen vorstoßenden Luftmassen ab, weshalb die Stadt durch höhere Niederschlagsmengen als die sonstige Umgebung begünstigt wird. Hieraus resultiert die Möglichkeit intensiver Terrassenbau-Landwirtschaft und des Qat-Anbaus.

## Geschichte
Unter den Herrschaftseinflüssen der Ayyubiden und Rasuliden war Taʿizz eine der Hauptstädte im Jemen, was in dieser Zeit zu starken Bautätigkeiten führte. Unter den Rasuliden wurde beispielsweise die Aschrafiyya-Moschee errichtet. Ibn Battuta berichtete im 14. Jahrhundert von einer blühenden Stadt.
Im 16. Jahrhundert wurde Taʿizz mehrmals von den Osmanen besetzt. Zu dieser Zeit soll es auch eine wichtige islamische Bildungsstätte am Ort gegeben haben.
Im Jahr 1763 hielt sich der Forschungsreisende Carsten Niebuhr für einen halben Monat in der Stadt auf. Eine von ihm gefertigte Prospektansicht zeigt, dass die Stadt eine bis heute in Teilen erhaltene Ummauerung aufwies sowie die beiden erhaltenen Stadttore Bāb al-Kabīr und Bāb Mūsa und die Festung al-Qāhira.
Im Oktober 1811 wurde in der Nähe der Stadt der deutsche Reisende Ulrich Jasper Seetzen, der mit 17 schwer beladenen Kamelen auf dem Weg zur Hafenstadt Mokka war, tot aufgefunden. 1892 hielt sich der österreichische Forschungsreisende Eduard Glaser in Taʿizz auf und hielt in seinen Aufzeichnungen einen schwunghaften Qat-Handel vor den Toren der Stadt fest.
Unter Imam Ahmad ibn Yahya (1948–1961) wurde die Stadt letztmals Residenz und Hauptstadt im Königreich Jemen. Dessen Palast, erbaut im Stil eines Sanaa-Hauses, fungiert heute als stadthistorisches Museum.
Im Rahmen der jemenitischen Protestbewegungen war Taʿizz im Jahr 2011 ein Zentrum des Widerstandes gegen die staatliche Obrigkeit. Im September und Oktober war Taʿizz regelmäßig Schauplatz von Kämpfen zwischen Regierungssoldaten und bewaffneten Stammeskämpfern. Am 5. Oktober starben bei einem Gefecht mit Mörsern sieben Personen. Am 5. Juni 2015 wurde die die Stadt überragende Festung Al-Qahera (Kairo) von den Saudis zerstört. Angeblich wurde vormals von den Huthi und den Streitkräften des vertriebenen Präsidenten Ali Abdulla Saleh als militärischer Posten zum Beschuss der Gegner in der Stadt genutzt.

## Wirtschaft
Taʿizz ist das jemenitische Zentrum des Kaffeeanbaus. Außerdem bestehen Textil- und Schmuckindustrien sowie Gerbereien. Eine wichtige Verkehrsanbindung bietet der Flughafen Taʿizz, sowohl für nationale wie auch internationale Flugverbindungen. Aufgrund von Investitionen aus den Golf-Emiraten, verfügt Taʿizz über ein Netz von asphaltierten Straßen.

## Sehenswürdigkeiten
Die Stadt beherbergt eine Vielzahl alter Stadtviertel. Zumeist sind die Privathäuser in typischer Ziegelbauweise gebaut. Die Moscheen sind zumeist in weißer Farbe gehaltenen, insbesondere die bereits oben erwähnte Aschrafiyya, sowie die weiterhin hervorzuhebenden Muʿtabiyya und Muzaffariyya; ebenso die alte Zitadelle und der Gouverneurspalast, der 450 m über der Stadt auf einer Bergspitze liegt.  
Taʿizz verfügt über eine muslimische Madrasa, die sogar universitäre Ansprüche verfolgt.
Auf der Strecke nach at-Turba, einem Dorf, das als Wasserbeschaffungsrefugium gilt, liegt die ebenfalls sehenswerte Moschee von Yufrus.

## Söhne und Töchter der Stadt
- Shalom Sharabi (1720–1777), Kabbalist
- Maeen Abdul Malek (* 1976), Politiker
- Tawakkol Karman (* 1979), Journalistin, Politikerin und Menschenrechtsaktivistin